# Wijken en buurten in Bunnik
De Nederlandse gemeente Bunnik is voor statistische doeleinden onderverdeeld in wijken en buurten. De gemeente is verdeeld in de volgende statistische wijken:
- Wijk 00 Bunnik (CBS-wijkcode:031200)
- Wijk 01 Odijk (CBS-wijkcode:031201)
- Wijk 02 Werkhoven (CBS-wijkcode:031202)

Een statistische wijk kan bestaan uit meerdere buurten. Onderstaande tabel geeft de buurtindeling met kentallen volgens het Centraal Bureau voor de Statistiek (2008):
| CBS-buurtcode | Buurtnaam                        | Inwonertal | Opp. totaal (ha) | Opp. land (ha) | Ligging                |
| ------------- | -------------------------------- | ---------- | ---------------- | -------------- | ---------------------- |
| BU03120000    | Bunnik                           | 6280       | 361              | 349            | Locatie in de gemeente |
| BU03120001    | Vechten                          | 140        | 61               | 60             | Locatie in de gemeente |
| BU03120008    | Verspreide huizen in het noorden | 60         | 247              | 228            | Locatie in de gemeente |
| BU03120009    | Verspreide huizen in het zuiden  | 150        | 692              | 681            | Locatie in de gemeente |
| BU03120100    | Odijk                            | 5080       | 122              | 121            | Locatie in de gemeente |
| BU03120109    | Verspreide huizen van Odijk      | 240        | 595              | 590            | Locatie in de gemeente |
| BU03120200    | Werkhoven                        | 1850       | 61               | 61             | Locatie in de gemeente |
| BU03120209    | Verspreide huizen van Werkhoven  | 450        | 1619             | 1605           | Locatie in de gemeente |